# Victoria (Iași)
Pour les articles homonymes, voir Victoria.
Victoria est une commune du județ de Iași en Roumanie.